# Гај Килније Мецена
Гај Килније Мецена (лат. Gaius Cilnius Maecenas; око 70. п. н. е. – 8. п. н. е.) је био римски богаташ, политичар, песник и покровитељ песника. Потицао је из угледне аристократске породице. Такође је био саветник и пријатељ Октавијана Августа. Његово презиме, Мецена, је постало назив за покровитеље уметности. Био је покровитељ многим уметницима међу којима су Хорације, Вергилије и Проперције.